# 조지아 서던 대학교
조지아 서던 대학교(Georgia Southern University, GSU)는 미국 조지아주의 공립 연구형 대학이다. 대표 캠퍼스는 스테이츠보로에 있으며 추가 캠퍼스들이 서배너(암스트롱 캠퍼스), 하인즈빌(리버티 캠퍼스)에 있다. 1906년에 설립된 조지아 서던 대학교는 조지아 대학교 시스템에서 5번째로 큰 교육기관이다. GSU는 학석박사 수준의 140개가 넘는 각기 다른 전공을 제공한다. 80개국 이상, 총 50개주의 약 27,000명의 학생이 등록되어 있다.